# Acrapex permystica
Acrapex permystica is een vlinder van de familie van de uilen (Noctuidae). De wetenschappelijke naam van deze soort is voor het eerst voorgesteld door Emilio Berio in een publicatie uit 1975.
De soort komt voor in Rwanda.